# Takurō Yajima
Takurō Yajima (矢島 卓郎 Yajima Takurō?, nacido el 28 de marzo de 1984 en Shiga) es un exfutbolista japonés. Jugaba de delantero y su último club fue el Kyoto Sanga FC de Japón.

## Trayectoria

### Clubes
| Club                | País  | Año         |
| ------------------- | ----- | ----------- |
| Kawasaki Frontale   | Japón | 2004        |
| Shimizu S-Pulse     | Japón | 2006 - 2008 |
| Kawasaki Frontale   | Japón | 2009 - 2013 |
| Yokohama F. Marinos | Japón | 2014 - 2015 |
| Kyoto Sanga FC      | Japón | 2016        |

## Estadística de carrera

### J. League
| Club                | Año   | J. League | J. League | Copa J. League | Copa J. League | Total | Total |
| Club                | Año   | Part.     | Goles     | Part.          | Goles          | Part. | Goles |
| ------------------- | ----- | --------- | --------- | -------------- | -------------- | ----- | ----- |
| Kawasaki Frontale   | 2004  | 1         | 0         | -              | -              | 1     | 0     |
| Shimizu S-Pulse     | 2006  | 19        | 3         | 5              | 1              | 24    | 4     |
| Shimizu S-Pulse     | 2007  | 26        | 7         | 5              | 0              | 31    | 7     |
| Shimizu S-Pulse     | 2008  | 24        | 5         | 6              | 1              | 30    | 6     |
| Kawasaki Frontale   | 2009  | 14        | 2         | 1              | 0              | 15    | 2     |
| Kawasaki Frontale   | 2010  | 12        | 4         | 2              | 0              | 14    | 4     |
| Kawasaki Frontale   | 2011  | 30        | 7         | 2              | 0              | 32    | 7     |
| Kawasaki Frontale   | 2012  | 20        | 7         | 6              | 1              | 26    | 8     |
| Kawasaki Frontale   | 2013  | 17        | 3         | 7              | 2              | 24    | 5     |
| Yokohama F. Marinos | 2014  | 9         | 0         | 1              | 0              | 10    | 0     |
| Yokohama F. Marinos | 2015  | 5         | 0         | 2              | 0              | 7     | 0     |
| Kyoto Sanga FC      | 2016  | 12        | 1         | -              | -              | 12    | 1     |
| Total               | Total | 189       | 39        | 37             | 5              | 226   | 44    |

## Palmarés

### Títulos nacionales
| Título    | Club              | País  | Año  |
| --------- | ----------------- | ----- | ---- |
| J2 League | Kawasaki Frontale | Japón | 2004 |